# Baramba
1305–1949
Entités précédentes :
- Raj britannique

Entités suivantes :
- Inde

Baramba est un ancien État princier des Indes, aujourd'hui intégré à l'Odisha.

## Dirigeants: Râwat puis Râja
- Râwat
  - 1803 - ? : Pindika Birbar Mangarâj Mahâpatra
  - 18? - 1874 : Daswanathi Birbar Mangarâj Mahâpatra
- Râja
  - 1874 - 1881 : Daswanathi Birbar Mangarâj Mahâpatra
  - 1881 - 1922 : Bishambhar Birbar Mangarâj Mahâpatra
  - 1922 - 1947 : Narayana Chandra Birbar Mangarâj Mahâpatra